# Minnesota Vikings 2007
La stagione 2007 dei Minnesota Vikings fu la 47ª della franchigia nella National Football League, la 26ª giocata all'Hubert H. Humphrey Metrodome e la 2ª con Brad Childress come capo allenatore.

## Offseason 2007
| Draft NFL 2007   |                  |                  |                                                                                             |                                                                                             |                                                                                             |                                                                                             |                                                                                             |
| Ordine del Draft | Ordine del Draft | Ordine del Draft | Giocatore                                                                                   | Ruolo                                                                                       | College                                                                                     | Contratto                                                                                   | Note                                                                                        |
| Giro             | Scelta           | Generale         | Giocatore                                                                                   | Ruolo                                                                                       | College                                                                                     | Contratto                                                                                   | Note                                                                                        |
| 1                | 7                | 7                | Adrian Peterson                                                                             | RB                                                                                          | Oklahoma                                                                                    | 5 anni a 40,5 milioni $                                                                     |                                                                                             |
| 2                | 9                | 41               | Scambiata con gli Atlanta Falcons[a]                                                        | Scambiata con gli Atlanta Falcons[a]                                                        | Scambiata con gli Atlanta Falcons[a]                                                        | Scambiata con gli Atlanta Falcons[a]                                                        |                                                                                             |
| 2                | 12               | 44               | Sidney Rice                                                                                 | WR                                                                                          | South Carolina                                                                              | 4 anni a 3,70 milioni $                                                                     | dai Falcons[a]                                                                              |
| 3                | 8                | 72               | Marcus McCauley                                                                             | CB                                                                                          | Fresno State                                                                                | 4 anni a 2,45 milioni $                                                                     |                                                                                             |
| 4                | 3                | 102              | Brian Robison                                                                               | DE                                                                                          | Texas                                                                                       | 4 anni a 2,14 milioni $                                                                     | dai Buccaneers[b]                                                                           |
| 4                | 7                | 106              | Scambiata con i Tampa Bay Buccaneers[b]                                                     | Scambiata con i Tampa Bay Buccaneers[b]                                                     | Scambiata con i Tampa Bay Buccaneers[b]                                                     | Scambiata con i Tampa Bay Buccaneers[b]                                                     |                                                                                             |
| 4                | 22               | 121              | Scambiata con i Denver Broncos[a]                                                           | Scambiata con i Denver Broncos[a]                                                           | Scambiata con i Denver Broncos[a]                                                           | Scambiata con i Denver Broncos[a]                                                           | dai Falcons[a]                                                                              |
| 5                | 9                | 146              | Aundrae Allison                                                                             | WR                                                                                          | East Carolina                                                                               | 4 anni a 1,84 milioni $                                                                     |                                                                                             |
| 6                | 2                | 176              | Rufus Alexander                                                                             | LB                                                                                          | Oklahoma                                                                                    | 4 anni a 1,77 milioni $                                                                     | dai Lions via Broncos[c]                                                                    |
| 6                | 8                | 182              | Scambiata con i Tampa Bay Buccaneers[b]                                                     | Scambiata con i Tampa Bay Buccaneers[b]                                                     | Scambiata con i Tampa Bay Buccaneers[b]                                                     | Scambiata con i Tampa Bay Buccaneers[b]                                                     |                                                                                             |
| 7                | 7                | 217              | Tyler Thigpen                                                                               | QB                                                                                          | Coastal Carolina                                                                            | 4 anni a 1,72 milioni $                                                                     |                                                                                             |
| 7                | 23               | 233              | Chandler Williams                                                                           | WR                                                                                          | Florida International                                                                       | 4 anni a 1,71 milioni $                                                                     | dai Broncos[c]                                                                              |
| Legenda          | Legenda          | Legenda          | Ha superato i tagli a roster Hall of Famer Ha partecipato ad almeno un Pro Bowl in carriera | Ha superato i tagli a roster Hall of Famer Ha partecipato ad almeno un Pro Bowl in carriera | Ha superato i tagli a roster Hall of Famer Ha partecipato ad almeno un Pro Bowl in carriera | Ha superato i tagli a roster Hall of Famer Ha partecipato ad almeno un Pro Bowl in carriera | Ha superato i tagli a roster Hall of Famer Ha partecipato ad almeno un Pro Bowl in carriera |

Note:
- [a] I Falcons scambiarono le loro scelte nel 2º giro (44ª assoluta) e 4º giro (121ª assoluta, ottenuta dai Broncos) del Draft NFL 2007 con i Vikings per la scelta nel 2º giro (41ª assoluta) del Draft NFL 2007 di questi ultimi.
- [b] I Buccaneers scambiarono la loro scelta nel 4º giro (102ª assoluta) del Draft NFL 2007 con i Vikings per le scelte nel 4º giro (106ª assoluta) e nel 6º giro (182ª assoluta) del Draft NFL 2007 di questi ultimi.
- [c] I Broncos scambiarono le loro scelte nel 6º giro (176ª assoluta) e 7º giro (223ª assoluta) del Draft NFL 2007 e nel 3º giro (73ª assoluta) del Draft NFL 2008 con i Vikings per la scelta nel 4º giro (121ª assoluta) del Draft NFL 2007 di questi ultimi.

## Partite

### Pre-stagione
| Calendario |                                            |                                            |                                            |                                            |                                            |                                            |                                            |                                            |                                            |
| Settimana  | Data                                       | Avversario                                 | Risultato                                  | Stadio                                     | Record                                     | TV                                         |                                            |                                            |                                            |
| 1          | 10 agosto                                  | St. Louis Rams                             | P 13-10                                    | Hubert H. Humphrey Metrodome               | 0-1                                        | KSTP-TV                                    |                                            |                                            |                                            |
| 2          | 17 agosto                                  | New York Jets                              | V 37-20                                    | Giants Stadium                             | 1-1                                        | Fox                                        |                                            |                                            |                                            |
| 3          | 25 agosto                                  | Seattle Seahawks                           | P 30-13                                    | Qwest Field                                | 1-2                                        | KSTP-TV                                    |                                            |                                            |                                            |
| 4          | 30 agosto                                  | Dallas Cowboys                             | V 23-14                                    | Hubert H. Humphrey Metrodome               | 2-2                                        | KSTP-TV                                    |                                            |                                            |                                            |
| Note       | Gli incontri in trasferta sono in corsivo. | Gli incontri in trasferta sono in corsivo. | Gli incontri in trasferta sono in corsivo. | Gli incontri in trasferta sono in corsivo. | Gli incontri in trasferta sono in corsivo. | Gli incontri in trasferta sono in corsivo. | Gli incontri in trasferta sono in corsivo. | Gli incontri in trasferta sono in corsivo. | Gli incontri in trasferta sono in corsivo. |

### Stagione regolare
| Calendario | | | | | | | | | |
| Settimana  | Data                                                                                               | Ora (CDT)                                                                                          | Avversario                                                                                         | Risultato                                                                                          | Stadio                                                                                             | Spettatori                                                                                         | Record                                                                                             | TV                                                                                                 | Tabellino                                                                                          |
| 1          | 9 settembre                                                                                        | 12:00 p.m.                                                                                         | Atlanta Falcons                                                                                    | V 24-3                                                                                             | Hubert H. Humphrey Metrodome                                                                       | 62.815                                                                                             | 1-0                                                                                                | Fox                                                                                                | Recap                                                                                              |
| 2          | 16 settembre                                                                                       | 3:15 p.m.                                                                                          | Detroit Lions                                                                                      | P 20-17 DTS                                                                                        | Ford Field                                                                                         | 61.771                                                                                             | 1-1                                                                                                | Fox                                                                                                | Recap                                                                                              |
| 3          | 23 settembre                                                                                       | 12:00 p.m.                                                                                         | Kansas City Chiefs                                                                                 | P 13-10                                                                                            | Arrowhead Stadium                                                                                  | 78.038                                                                                             | 1-2                                                                                                | Fox                                                                                                | Recap                                                                                              |
| 4          | 30 settembre                                                                                       | 12:05 p.m.                                                                                         | Green Bay Packers                                                                                  | P 23-16                                                                                            | Hubert H. Humphrey Metrodome                                                                       | 63.779                                                                                             | 1-3                                                                                                | Fox                                                                                                | Recap                                                                                              |
| 5          | Riposo                                                                                             | Riposo                                                                                             | Riposo                                                                                             | Riposo                                                                                             | Riposo                                                                                             | Riposo                                                                                             | Riposo                                                                                             | Riposo                                                                                             | Riposo                                                                                             |
| 6          | 14 ottobre                                                                                         | 12:00 p.m.                                                                                         | Chicago Bears                                                                                      | V 34-31                                                                                            | Soldier Field                                                                                      | 62.174                                                                                             | 2-3                                                                                                | Fox                                                                                                | Recap                                                                                              |
| 7          | 21 ottobre                                                                                         | 3:15 p.m.                                                                                          | Dallas Cowboys                                                                                     | P 14-24                                                                                            | Texas Stadium                                                                                      | 63.432                                                                                             | 2-4                                                                                                | Fox                                                                                                | Recap                                                                                              |
| 8          | 28 ottobre                                                                                         | 12:00 p.m.                                                                                         | Philadelphia Eagles                                                                                | P 23-16                                                                                            | Hubert H. Humphrey Metrodome                                                                       | 63.019                                                                                             | 2-5                                                                                                | Fox                                                                                                | Recap                                                                                              |
| 9          | 2 novembre                                                                                         | 12:05 p.m.                                                                                         | San Diego Chargers                                                                                 | V 35-17                                                                                            | Hubert H. Humphrey Metrodome                                                                       | 63.043                                                                                             | 3-5                                                                                                | CBS                                                                                                | Recap                                                                                              |
| 10         | 11 novembre                                                                                        | 12:00 p.m.                                                                                         | Green Bay Packers                                                                                  | P 34-0                                                                                             | Lambeau Field                                                                                      | 70.945                                                                                             | 3-6                                                                                                | Fox                                                                                                | Recap                                                                                              |
| 11         | 18 novembre                                                                                        | 12:00 p.m.                                                                                         | Oakland Raiders                                                                                    | V 29-22                                                                                            | Hubert H. Humphrey Metrodome                                                                       | 62.960                                                                                             | 4-6                                                                                                | CBS                                                                                                | Recap                                                                                              |
| 12         | 25 novembre                                                                                        | 12:00 p.m.                                                                                         | New York Giants                                                                                    | V 41-17                                                                                            | Giants Stadium                                                                                     | 78.591                                                                                             | 5-6                                                                                                | Fox                                                                                                | Recap                                                                                              |
| 13         | 2 dicembre                                                                                         | 12:00 p.m.                                                                                         | Detroit Lions                                                                                      | V 42-10                                                                                            | Hubert H. Humphrey Metrodome                                                                       | 62.996                                                                                             | 6-6                                                                                                | Fox                                                                                                | Recap                                                                                              |
| 14         | 9 dicembre                                                                                         | 3:05 p.m.                                                                                          | San Francisco 49ers                                                                                | V 27-7                                                                                             | Monster Park                                                                                       | 68.050                                                                                             | 7-6                                                                                                | Fox                                                                                                | Recap                                                                                              |
| 15         | 17 dicembre                                                                                        | 7:30 p.m.                                                                                          | Chicago Bears                                                                                      | V 35-14                                                                                            | Soldier Field                                                                                      | 63.800                                                                                             | 8-6                                                                                                | ESPN/KSTP-TV                                                                                       | Recap                                                                                              |
| 16         | 23 dicembre                                                                                        | 7:15 p.m.                                                                                          | Washington Redskins                                                                                | P 32-21                                                                                            | Hubert H. Humphrey Metrodome                                                                       | 63.634                                                                                             | 8-7                                                                                                | NBC                                                                                                | Recap                                                                                              |
| 17         | 30 dicembre                                                                                        | 3:15 p.m.                                                                                          | Denver Broncos                                                                                     | P 22-19 DTS                                                                                        | Invesco Field                                                                                      | 76.084                                                                                             | 8-8                                                                                                | Fox                                                                                                | Recap                                                                                              |
| Note       | Gli avversari della propria division sono in grassetto. Gli incontri in trasferta sono in corsivo. | Gli avversari della propria division sono in grassetto. Gli incontri in trasferta sono in corsivo. | Gli avversari della propria division sono in grassetto. Gli incontri in trasferta sono in corsivo. | Gli avversari della propria division sono in grassetto. Gli incontri in trasferta sono in corsivo. | Gli avversari della propria division sono in grassetto. Gli incontri in trasferta sono in corsivo. | Gli avversari della propria division sono in grassetto. Gli incontri in trasferta sono in corsivo. | Gli avversari della propria division sono in grassetto. Gli incontri in trasferta sono in corsivo. | Gli avversari della propria division sono in grassetto. Gli incontri in trasferta sono in corsivo. | Gli avversari della propria division sono in grassetto. Gli incontri in trasferta sono in corsivo. |

## Classifiche

### Division
| Classifica della NFC North Division 2007 | Classifica della NFC North Division 2007 | Classifica della NFC North Division 2007 | Classifica della NFC North Division 2007 | Classifica della NFC North Division 2007 | Classifica della NFC North Division 2007 | Classifica della NFC North Division 2007 | Classifica della NFC North Division 2007 | Classifica della NFC North Division 2007 | Classifica della NFC North Division 2007 | Classifica della NFC North Division 2007 | Classifica della NFC North Division 2007 | Classifica della NFC North Division 2007 | Classifica della NFC North Division 2007 | Classifica della NFC North Division 2007 | Classifica della NFC North Division 2007 | Classifica della NFC North Division 2007 |
|                                          | V                                        | P                                        | N                                        | PCT                                      | DIV                                      | DIV PCT                                  | CONF                                     | CONF PCT                                 | NON CONF                                 | C                                        | T                                        | PR                                       | PS                                       | TD                                       | STR                                      | PO                                       |
| ---------------------------------------- | ---------------------------------------- | ---------------------------------------- | ---------------------------------------- | ---------------------------------------- | ---------------------------------------- | ---------------------------------------- | ---------------------------------------- | ---------------------------------------- | ---------------------------------------- | ---------------------------------------- | ---------------------------------------- | ---------------------------------------- | ---------------------------------------- | ---------------------------------------- | ---------------------------------------- | ---------------------------------------- |
| Green Bay Packers                        | 13                                       | 3                                        | 0                                        | .813                                     | 4-2                                      | .667                                     | 9-3                                      | .750                                     | 4-0                                      | 6-2                                      | 4-2                                      | 435                                      | 291                                      | 49                                       | V-1                                      | Div                                      |
| Minnesota Vikings                        | 8                                        | 8                                        | 0                                        | .500                                     | 3-3                                      | .500                                     | 6-6                                      | .500                                     | 2-2                                      | 5-3                                      | 3-5                                      | 365                                      | 311                                      | 43                                       | P-2                                      |                                          |
| Detroit Lions                            | 7                                        | 9                                        | 0                                        | .438                                     | 3-3                                      | .500                                     | 4-8                                      | .333                                     | 3-1                                      | 5-3                                      | 2-6                                      | 346                                      | 444                                      | 34                                       | P-1                                      |                                          |
| Chicago Bears                            | 7                                        | 9                                        | 0                                        | .438                                     | 2-4                                      | .333                                     | 4-8                                      | .333                                     | 3-1                                      | 4-4                                      | 3-5                                      | 334                                      | 348                                      | 34                                       | V-2                                      |                                          |

## Statistiche
| Andamento in stagione regolare                                                                    |    |    |    |    |    |    |    |    |    |    |    |    |    |    |    |    |    |
| Settimana                                                                                         | 1  | 2  | 3  | 4  | 5  | 6  | 7  | 8  | 9  | 10 | 11 | 12 | 13 | 14 | 15 | 16 | 17 |
| Luogo                                                                                             | C  | T  | T  | C  | R  | T  | T  | C  | C  | T  | C  | T  | C  | T  | C  | C  | T  |
| Risultato                                                                                         | V  | P  | P  | P  | R  | V  | P  | P  | V  | P  | V  | V  | V  | V  | V  | P  | P  |
| Posizione                                                                                         | 1ª | 4ª | 4ª | 4ª | 4ª | 3ª | 4ª | 4ª | 4ª | 4ª | 4ª | 4ª | 3ª | 2ª | 2ª | 2ª | 2ª |
| Luogo: C = Casa; T = Trasferta. Risultato: V = Vittoria; N = Pareggio; S = Sconfitta. R = Riposo. |    |    |    |    |    |    |    |    |    |    |    |    |    |    |    |    |    |

| Classifiche di lega  |             |                |          |
| Categoria            | Yard totali | Yard a partita | Rank NFL |
| Attacco sui passaggi | 2.745       | 171,6          | 28ª      |
| Attacco su corsa     | 2.634       | 164,6          | 1ª       |
| Totale attacco       | 5.379       | 336,2          | 13ª      |
| Difesa sui passaggi  | 4.225       | 264,1          | 32ª      |
| Difesa su corsa      | 1.185       | 74,1           | 1ª       |
| Totale difesa        | 5.410       | 338,1          | 20ª      |

| Leader della squadra       |                                     |        |
| Categoria                  | Giocatore                           | Valore |
| Yard passate               | Tarvaris Jackson                    | 1.911  |
| Touchdown passati          | Tarvaris Jackson                    | 9      |
| Yard corse                 | Adrian Peterson                     | 1.341  |
| Touchdown su corsa         | Adrian Peterson                     | 12     |
| Ricezioni                  | Bobby Wade                          | 54     |
| Yard ricevute              | Bobby Wade                          | 647    |
| Touchdown ricevuti         | Sidney Rice                         | 4      |
| Punti totali               | Ryan Longwell                       | 127    |
| Yard su ritorno di kickoff | Aundrae Allison                     | 574    |
| Yard su ritorno di punt    | Mewelde Moore                       | 130    |
| Tackle totali              | E. J. Henderson                     | 118    |
| Sack                       | Ben Leber Kenechi Udeze Ray Edwards | 5      |
| Intercetti                 | Darren Sharper Dwight Smith         | 4      |
| Fumble forzati             | Ray Edwards                         | 4      |

## Staff
| Staff dei Minnesota Vikings 2007 |
| --- |
| Organi dirigenziali Proprietà - Proprietario/Azionista di maggioranza: Zygi Wilf - Proprietario/Presidente: Mark Wilf - Proprietario/Vice-Azionista di maggioranza: Leonard Wilf - Partner di Azionariato: Jeffrey Wilf, Reggie Fowler, Alan Landis, David Mandelbaum Staff esecutivo - Vice Presidente del Personale Giocatori: Rick Spielman - Direttore del Personale Giocatori: George Paton - Vice Presidente degli Affari Pubblici & Sviluppo dello Stadio: Lester Bagley - Vice Presidente delle Operazioni legate al Football: Rob Brzezinski - Vice Presidente delle Vendite & Marketing e Direttore del Marketing: Steve LaCroix - Vice Presidente delle Finanze e Direttore Finanziario: Steve Poppen - Vice Presidente degli Affari Legali e Direttore Amministrativo: Kevin Warren Consulenti - Consulente: Bud Grant - Consulente Storico del Team: Fred Zamberletti - Consulente Stadio e Sviluppo Immobiliare: Don Becker Scouting staff - Direttore dello Scouting Collegiale: Scott Studwell - Direttore dello Scouting Professionistico: Ryan Monnens - Assistente del Direttore dello Scouting Collegiale: Jamaal Stephenson Capo allenatore - Brad Childress Altri allenatori - Coordinatore dello sviluppo della forza e della condizione: Tom Kanavy - Assistente dello sviluppo della forza e della condizione: Juney Barnett e Martin Streight - Assistente di allenamento: Todd Nielson - Assistente amministrativo: Kevin Stefanski Allenatori dell'attacco - Coordinatore dell'attacco: Darrell Bevell - Quarterback: Kevin Rogers - Running Back: Eric Bieniemy - Assistente Running Back: Ryan Ficken - Wide Receiver: George Stewart - Wide Receiver/Assistente dello Special Team: Chad O'Shea - Tight End: Jimmie Johnson - Offensive Line: Pat Morris - Assistente Offensive Line: Jim Hueber Allenatori della difesa - Assistente del capo allenatore/Coordinatore della difesa: Leslie Frazier - Defensive Line: Karl Dunbar - Assistente Defensive Line: Brendan Daly - Linebacker: Fred Pagac - Assistente Linebacker: Jeff Imamura - Defensive Back: Joe Woods - Assistente Defensive Back: Derek Mason Allenatori dello special team - Coordinatore dello Special Team: Paul Ferraro - Assistente dello Special Team: Brian Murphy |

## Roster finale
| Roster dei Minnesota Vikings 2007 |
| --- |
| Quarterback - 9 Brooks Bollinger - 13 Kelly Holcomb - 7 Tarvaris Jackson Running Back - 30 Mewelde Moore - 28 Adrian Peterson - 49 Tony Richardson FB - 38 Naufahu Tahi FB - 29 Chester Taylor Wide Receiver - 84 Aundrae Allison - 89 Robert Ferguson - 18 Sidney Rice - 19 Bobby Wade - 82 Troy Williamson Tight End - 83 Jeff Dugan FB - 40 Jim Kleinsasser - 45 Garrett Mills - 81 Visanthe Shiancoe Offensive Linemen - 78 Matt Birk C - 62 Ryan Cook OT - 64 Anthony Herrera OG - 79 Artis Hicks OT/OG - 76 Steve Hutchinson OG - 72 Marcus Johnson OT - 74 Bryant McKinnie OT Defensive Linemen - 90 Fred Evans DT - 73 Otis Grigsby DE - 97 Spencer Johnson DT - 92 Jayme Mitchell DE - 96 Brian Robison DE - 93 Kevin Williams DT - 94 Pat Williams DT - 95 Kenechi Udeze DE Linebacker - 54 Vinny Ciurciu OLB - 59 Heath Farwell OLB - 52 Chad Greenway OLB - 56 E.J. Henderson MLB - 58 David Herron OLB - 51 Ben Leber OLB - 54 Dontarrious Thomas OLB Defensive Back - 21 Mike Doss FS - 37 Eric Frampton SS - 41 Charles Gordon CB - 23 Cedric Griffin CB - 31 Marcus McCauley CB - 42 Darren Sharper FS - 20 Dwight Smith FS - 27 Ronyell Whitaker CB - 25 Tank Williams SS - 26 Antoine Winfield CB Special Team - 5 Chris Kluwe P - 46 Cullen Loeffler LS - 8 Ryan Longwell K Lista delle riserve - 57 Rufus Alexander OLB (IR) - 91 Ray Edwards DE - 55 Jason Glenn OLB (IR) - 99 Erasmus James DE (IR) - 98 Darrion Scott DE (IR) Squadra di allenamento - 63 Brian Daniels OG 53 attivi, 5 inattivi, 1 nella squadra di allenamento |
| Legenda - I rookie sono in corsivo. - Il primo ruolo è il principale mentre gli eventuali successivi indicano i ruoli secondari. - (IR) sta per Injured Reserve ed indica la lista ristretta per un solo giocatore infortunato che può tornare ad allenarsi dopo la settimana 6 e a rientrare in prima squadra dopo che questa ha giocato 8 partite. - (NF-Inj.) / (NF-Ill.) stanno rispettivamente per Non-Football Injured e Non-Football Illness ed indicano le liste dove viene inserito un giocatore che ha un infortunio o una malattia non dipendente dal football americano. - (PUP) sta per Physically Unable to Perform ed indica la lista dove viene inserito un giocatore mentre è in attesa di recuperare la condizione fisica. Nella stagione regolare dopo la sesta partita giocata dalla propria squadra, il giocatore ha tempo tre settimane per riprendere ad allenarsi, più tre settimane aggiuntive dal suo rientro agli allenamenti per rientrare in prima squadra. |

## Premi
- Adrian Peterson

rookie offensivo dell'anno